# Ronnie Quintarelli
Ronnie Quintarelli (Negrar, 9 agosto 1979) è un pilota automobilistico italiano noto per la sua partecipazione ventennale nel campionato giapponese Super GT. Portacolori del team NISMO, squadra ufficiale del marchio Nissan, è il pilota più titolato nella storia della categoria con quattro campionati conquistati tra 2011 e 2015. Da tempo impegnato nella beneficenza a favore delle vittime dei terremoti, è stato nominato nel 2016 Ufficiale dell'Ordine della Stella d’Italia.

## Carriera

### Gli inizi
Quintarelli inizia la sua carriera di pilota nel karting nel 1990, conquistando due volte il secondo posto nel Campionato Mondiale della Formula Super A ed il titolo europeo della Formula C. Pur essendo passato al professionismo, ha continuato a partecipare sporadicamente a competizioni in kart, in particolare nel Campionato Asia Pacifico. Compiendo il salto verso l’automobilismo, Quintarelli debutta nelle gare Formula nel 2000 prendendo parte alla Formula Renault italiana e ottenendo il terzo posto in campionato all’esordio con il Prema Powerteam. Dopo aver disputato la Eurocup Formula Renault 2.0 e la Formula 3 tedesca nel 2001, partecipa alla stagione 2002 della Formula Volkswagen tedesca chiudendo al secondo posto.

### Il trasferimento in Giappone
A partire dal 2003, Quintarelli si trasferisce in Giappone per prendere parte all’All-Japan Formula Three Championship. Classificatosi quarto nella stagione d’esordio, conquista il titolo nell’edizione successiva, nel 2004. Negli anni seguenti diventa anche pilota collaudatore della Midland F1 Racing (poi Spyker F1) e dal 2005 prende parte a Formula Nippon e Super GT cogliendo la prima vittoria nella massima formula nipponica sul circuito di Okayama nel 2007. Sempre nel 2005 era arrivato il suo primo successo nelle competizioni Gran Turismo, alla 1000 km di Suzuka insieme ad André Couto e Hayanari Shimoda.

### Super GT
In seguito alla vittoria di Suzuka, arrivano anche le prime esperienze nel Super GT, campionato di riferimento nel motorsport del sol levante. La prima partecipazione è nel 2005 al volante di una Toyota Supra schierata dal Team Sard. Dopo due stagioni part-time sotto le insegne Lexus, Quintarelli cambia casacca e passa alla Nissan a partire dalla stagione 2008, nella quale conquista anche la sua prima affermazione nella serie a Motegi a bordo della nuova GT-R. 

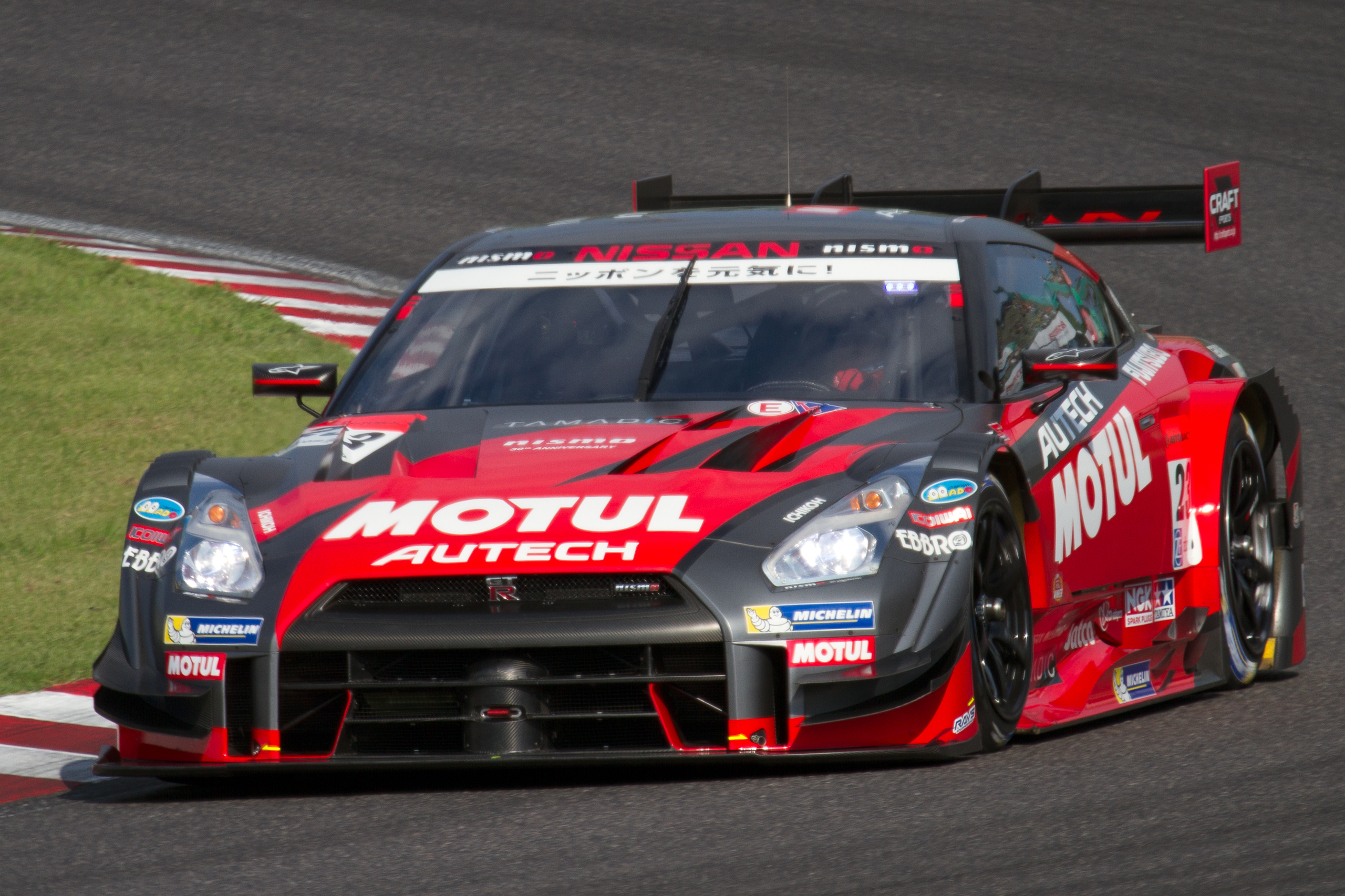
Quintarelli nel Super GT 2014 a Suzuka

 Gli anni seguenti portano ulteriori successi e piazzamenti in gara, ma la svolta avviene nel 2011 quando, con la neo-formata scuderia S Road MOLA e insieme a Masataka Yanagida, Quintarelli mette a segno il suo primo titolo, ripetendosi poi nel 2012 grazie a due vittorie e tre piazzamenti a podio. I risultati conseguiti convincono la Nissan ad affidare a Quintarelli la vettura di punta del marchio, la numero 23 del Team Ufficiale NISMO, che dal 2004 non era più riuscito nell’intento di conquistare il titolo. Dopo un primo anno di apprendistato nel 2013 insieme a Yanagida, Quintarelli viene affiancato da Tsugio Matsuda, in una stagione che vede la serie affrontare una rivoluzione regolamentare sia a livello telaistico che di motore, in una collaborazione con il campionato tedesco DTM. Dopo due piazzamenti a punti nelle prime gare, una vittoria e due secondi posti regalano al duo italo-giapponese la leadership del campionato e, nonostante un passo falso in Thailandia a Buriram, una netta vittoria nella tappa finale a Motegi porta Quintarelli ed il compagno di scuderia al titolo. Il 2015 vede Matsuda e Quintarelli inseguire per quasi tutta la stagione, in una dura battaglia con i compagni di marca João Paulo de Oliveira e Hironobu Yasuda. Tuttavia, il secondo posto centrato nell’ultimo round di Motegi consegna al team NISMO il secondo titolo consecutivo, il quarto per Quintarelli che diventa così il pilota più vincente nella storia della serie. Reduce da due stagioni straordinarie, il team NISMO si presenta con una formazione invariata al via del 2016 ma l’annata ha un andamento del tutto opposto rispetto alla precedente: dopo una lunga cavalcata in testa alla graduatoria, una serie di difficoltà incontrate nella doppia tappa finale, sempre sulla pista di Motegi, porta Quintarelli alla terza piazza finale. 
Nel campionato 2017, la serie vede il predominio delle vetture Lexus, cosa che porta tutti gli avversari, in particolare le scuderie Nissan, ad affrontare un inizio anno particolarmente in salita. Ciononostante, Quintarelli e Matsuda combattono fino alla fine, tornando alla vittoria dopo oltre un anno nell'appuntamento finale di Motegi e concludendo a sole due lunghezze dai vincitori Nick Cassidy e Ryo Hirakawa. Nel 2018, nonostante un inizio estremamente positivo, e una vittoria al Fuji Speedway, Quintarelli e Matsuda concludono il campionato all'ottavo posto, risultando comunque i migliori della pattuglia Nissan, situazione che si ripete anche nelle due stagioni successive. Nel 2019, la coppia NISMO conclude al terzo posto in graduatoria dopo aver conquistato quattro piazzamenti a podio e tre pole position proprio con Quintarelli. Nel 2020, l'equipaggio resta in lotta per il titolo fino all'ultima gara al Fuji Speedway conquistando due spettacolari vittorie negli appuntamenti di Suzuka. In una finale che vede undici squadre in lizza, staccate di pochissimi punti le une dalle altre, Quintarelli passa dal sesto al primo posto nel corso del giro iniziale, perdendo però via via terreno per problemi di gomme. Lui e Matsuda concluderanno noni in gara e sesti in campionato, guadagnandosi però la conferma per il 2021. 
Il 2021 inizia con due ritiri per Quintarelli, con un contatto del compagno Matsuda a Okayama, e la rottura del motore al Fuji. La coppia della vettura numero 23 porterà però a casa una vittoria nell’appuntamento di Suzuka e un terzo posto nel round di Autopolis. La stagione si conclude con il nono posto in graduatoria. Per il 2022, Quintarelli porta al debutto, insieme agli altri piloti Nissan, il nuovo modello Z GT500, ma nell'inverno, il team NISMO perde la sua guida con la scomparsa prematura del Direttore Yutaka Suzuki. Nonostante l'ottima partenza con un podio a Okayama, e il quarto posto del Fuji, una toccata rimediata da Matsuda e un problema tecnico compromettono le due gare successive. A seguito di un brillante secondo posto sul bagnato a Sugo, altri due problemi meccanici mettono fine alle speranze di titolo negli appuntamenti di Autopolis e Motegi portando ad un settimo posto finale. La stagione 2023 vede il duo composto da Quintarelli e Matsuda chiudere al terzo posto in campionato. La stagione è condizionata da un violento incidente in cui Matsuda riporta un infortunio e la vettura titolare della squadra viene completamente distrutta. Una squalifica nel round di Suzuka non aiuta la causa del team NISMO che comunque conclude con una vittoria e altri due podi.
Per il 2024, a Quintarelli viene affiancato un nuovo compagno di squadra, Katsumasa Chiyo. Inoltre, il ritiro dal campionato di Michelin costringe team NISMO a passare alle gomme Bridgestone. Quintarelli fatica ad adattarsi ai tanti cambiamenti, incluso un nuovo formato di qualifica. Poco prima della finale di campionato, Quintarelli annuncia la decisione di ritirarsi dal SuperGT. Per l'occasione, vengono organizzate diverse iniziative di ringraziamento dal marchio Nissan e dal campionato, per dare la possibilità ai tifosi e colleghi di salutare la carriera da pilota del veronese.

## Vita personale
Da anni residente a Yokohama, Quintarelli parla correntemente la lingua giapponese e alterna le presenze in pista alle partecipazioni televisive come telecronista della Super Formula ed opinionista sul calcio italiano. Dopo il Terremoto e maremoto del Tōhoku del 2011 ha preso parte a diverse iniziative a supporto delle popolazioni colpite dal sisma insieme all’associazione senza scopo di lucro Italians For Tohoku. Quest’impegno, unito ai risultati sportivi, gli è valso l’onorificenza di Ufficiale dell'Ordine della Stella d'Italia conferitagli dal Presidente della Repubblica Sergio Mattarella. Dopo il Terremoto del Centro Italia del 2016 ha lanciato, insieme al collega pilota Andrea Caldarelli, una raccolta di fondi internazionale a supporto delle popolazioni colpite, concretizzatasi ad inizio 2017 con una donazione e la consegna di un pick-up al comune di Amatrice.

## Risultati sportivi
| Anno | Categoria                      | Squadra                         | Gare         | Pole         | Vittorie     | Punti        | Pos.         |              |              |
| 2000 | Formula Renault 2000 Italia    | Prema Powerteam                 | *            | 2            | 1            | *            | 3º           |              |              |
| 2001 | Formula Renault Eurocup        | Cram Competition                | 5            | 1            | 1            | 66           | 7º           |              |              |
| 2001 | Formula 3 Tedesca              | Opel Team KMS                   | 10           | 0            | 0            | 5            | 25º          |              |              |
| 2002 | Formula Volkswagen             | Team Penker Racing              | *            | 4            | 2            | *            | 2º           |              |              |
| 2002 | GC-21                          | Inging Motorsport               | 1            | 0            | 1            | -            | -            |              |              |
| 2003 | All-Japan F3                   | Inging Motorsport               | 20           | 0            | 0            | 200          | 4º           |              |              |
| 2003 | Gran Premio di Macao           | Inging Motorsport               | 1            | 0            | 0            | 0            | 4º           |              |              |
| 2003 | Korea Super Prix               | Inging Motorsport               | 1            | 0            | 0            | 0            | 16º          |              |              |
| 2004 | All-Japan F3                   | Inging Motorsport               | 20           | 4            | 8            | 251          | 1º           |              |              |
| 2004 | Gran Premio di Macao           | Inging Motorsport               | 1            | 0            | 0            | 0            | 8º           |              |              |
| 2004 | Bahrain Super Prix             | Inging Motorsport               | 1            | 0            | 0            | 0            | 22º          |              |              |
| 2005 | Formula Nippon                 | Kondo Racing Team               | 6            | 0            | 0            | 12           | 9º           |              |              |
| 2005 | Super GT (GT500)               | Team SARD                       | 8            | 0            | 1            | 21           | 16º          |              |              |
| 2005 | 1000 km Suzuka (Pokka 1000 km) | Team SARD                       | 1            | 0            | 0            | -            | 1º           |              |              |
| 2006 | Formula Nippon                 | Inging Motorsport               | 9            | 0            | 0            | 6            | 10º          |              |              |
| 2006 | Super GT (GT500)               | Team Cerumo                     | 1            | 0            | 0            | 9            | 24º          |              |              |
| 2006 | Formula One                    | Midland F1 Racing               | Collaudatore | Collaudatore | Collaudatore | Collaudatore | Collaudatore | Collaudatore | Collaudatore |
| 2007 | Formula Nippon                 | Inging Motorsport               | 9            | 1            | 0            | 27           | 7º           |              |              |
| 2007 | Super GT (GT500)               | Team Kraft                      | 3            | 0            | 0            | 2            | 24º          |              |              |
| 2008 | Formula Nippon                 | Team Cerumo / Inging Motorsport | 8            | 0            | 1            | 21.5         | 9º           |              |              |
| 2008 | Super GT (GT500)               | Hasemi Motorsport               | 9            | 1            | 1            | 39           | 12º          |              |              |
| 2009 | Super GT (GT500)               | Hasemi Motorsport               | 9            | 1            | 1            | 49           | 7º           |              |              |
| 2010 | Super GT (GT500)               | Team Impul                      | 7            | 0            | 1            | 47           | 5º           |              |              |
| 2011 | Super GT (GT500)               | S Road MOLA                     | 8            | 1            | 2            | 90           | 1º           |              |              |
| 2012 | Super GT (GT500)               | S Road MOLA                     | 8            | 1            | 2            | 93           | 1º           |              |              |
| 2013 | Super GT (GT500)               | NISMO                           | 8            | 1            | 0            | 50           | 6º           |              |              |
| 2014 | Super GT (GT500)               | NISMO                           | 8            | 2            | 2            | 81           | 1º           |              |              |
| 2015 | Super GT (GT500)               | NISMO                           | 8            | 2            | 2            | 79           | 1º           |              |              |
| 2016 | Super GT (GT500)               | NISMO                           | 8            | 0            | 2            | 62           | 3º           |              |              |
| 2017 | Super GT (GT500)               | NISMO                           | 8            | 1            | 1            | 82           | 2º           |              |              |
| 2018 | Super GT (GT500)               | NISMO                           | 8            | 0            | 1            | 43           | 8º           |              |              |
| 2019 | Super GT (GT500)               | Nismo                           | 8            | 3            | 0            | 52.5         | 3°           |              |              |
| 2019 | DTM                            | Nismo                           | 1            | 0            | 0            | 0            | NC†          |              |              |
| 2020 | Super GT (GT500)               | Nismo                           | 8            | 0            | 2            | 51           | 6°           |              |              |
| 2021 | Super GT (GT500)               | Nismo                           | 8            | 1            | 1            | 41           | 9°           |              |              |
| 2022 | Super GT (GT500)               | Nismo                           | 8            | 1            | 0            | 37           | 7°           |              |              |

†Guest driver, trasparente ai fini del punteggio

### Super GT
Le gare in " grassetto " indicano la pole position
| Anno | Squadra           | Vettura           | Classe | 1       | 2       | 3       | 4      | 5      | 6       | 7      | 8      | 9      | Pos. | Punti |
| ---- | ----------------- | ----------------- | ------ | ------- | ------- | ------- | ------ | ------ | ------- | ------ | ------ | ------ | ---- | ----- |
| 2005 | Team SARD         | Toyota Supra      | GT500  | OKA 8   | FUJ Ret | SEP 9   | SUG 2  | MOT 14 | FUJ 12  | AUT 11 | SUZ 11 |        | 16º  | 21    |
| 2006 | Lexus Team Cerumo | Lexus SC430       | GT500  | SUZ     | OKA     | FUJ     | SEP    | SUG    | SUZ 7   | MOT    | AUT    | FUJ    | 24º  | 9     |
| 2007 | Lexus Team Kraft  | Lexus SC430       | GT500  | SUZ     | OKA     | FUJ     | SEP 11 | SUG 9  | SUZ Ret | MOT    | AUT    | FUJ    | 24º  | 2     |
| 2008 | Hasemi Motorsport | Nissan GT-R       | GT500  | SUZ 15  | OKA 10  | FUJ 15  | SEP 9  | SUG 11 | SUZ 5   | MOT 1  | AUT 6  | FUJ 13 | 12º  | 39    |
| 2009 | Hasemi Motorsport | Nissan GT-R       | GT500  | OKA 12  | SUZ 13  | FUJ 7   | SEP 1  | SUG 9  | SUZ 2   | FUJ 6  | AUT 8  | MOT 12 | 7º   | 49    |
| 2010 | Team Impul        | Nissan GT-R       | GT500  | SUZ Ret | OKA 4   | FUJ 6   | SEP 1  | SUG 4  | SUZ 12  | FUJ C  | MOT 5  |        | 5º   | 47    |
| 2011 | S Road MOLA       | Nissan GT-R       | GT500  | OKA 6   | FUJ 10  | SEP 2   | SUG 1  | SUZ 2  | FUJ 7   | AUT 2  | MOT 2  |        | 1º   | 90    |
| 2012 | S Road MOLA       | Nissan GT-R       | GT500  | OKA 7   | FUJ 8   | SEP 14  | SUG 3  | SUZ 1  | FUJ 2   | AUT 1  | MOT 2  |        | 1º   | 93    |
| 2013 | NISMO             | Nissan GT-R       | GT500  | OKA 3   | FUJ Ret | SEP 9   | SUG 3  | SUZ 2  | FUJ 9   | AUT 8  | MOT 8  |        | 6º   | 50    |
| 2014 | NISMO             | Nissan GT-R       | GT500  | OKA 7   | FUJ 8   | AUT 1   | SUG 14 | FUJ 2  | SUZ 2   | BUR 10 | MOT 1  |        | 1º   | 81    |
| 2015 | NISMO             | Nissan GT-R       | GT500  | OKA 13  | FUJ 1   | BUR 5   | FUJ 4  | SUZ 7  | SUG 6   | AUT 1  | MOT 2  |        | 1º   | 79    |
| 2016 | NISMO             | Nissan GT-R       | GT500  | OKA 1   | FUJ 1   | SUG 9   | FUJ 4  | SUZ 6  | BUR 14  | MOT 9  | MOT 7  |        | 3º   | 62    |
| 2017 | NISMO             | Nissan GT-R       | GT500  | OKA 7   | FUJ 4   | AUT 5   | SUG 4  | FUJ 2  | SUZ 2   | CHA 9  | MOT 1  |        | 2º   | 82    |
| 2018 | NISMO             | Nissan GT-R       | GT500  | OKA 5   | FUJ 1   | SUZ 6   | CHA 12 | FUJ 9  | SUG 7   | AUT 15 | MOT 7  |        | 8º   | 43    |
| 2019 | NISMO             | Nissan GT-R       | GT500  | OKA 2‡  | FUJ 2   | SUZ Ret | CHA 11 | FUJ 3  | AUT 13  | SUG 3  | MOT 8  |        | 3°   | 52.5  |
| 2020 | NISMO             | Nissan GT-R       | GT500  | FUJ 11  | FUJ 9   | SUZ 1   | MOT 8  | FUJ 11 | SUZ 1   | MOT 7  | FUJ 9  |        | 6º   | 51    |
| 2021 | NISMO             | Nissan GT-R Nismo | GT500  | OKA Ret | FUJ Ret | MOT 9   | SUZ 1  | SUG 7  | AUT 3   | MOT 15 | FUJ 7  |        | 9º   | 41    |
| 2022 | NISMO             | Nissan Z GT500    | GT500  | OKA 3   | FUJ 4‡  | SUZ 12  | FUJ 14 | SUZ 5  | SUG 2   | AUT 14 | MOT 13 |        | 7°   | 37    |

‡ Gara sospesa prima del completamento del 75%, con attribuzione di metà punteggio